# Yazmin Fox
Yazminanaïs Katarina Fox Eisen (født 5. maj 1968) er sexolog og stifter af Sexologiskolen i København.
Hun har bl.a. lavet radio for DR og skrevet artikler for Berlingske Tidende, Tidens Kvinder og Alt for Damerne. Yazmin Fox er også forfatter og instruktør til dvd'en “Erotisk tantra : din guide til et bedre sexliv” om erotisk tantra.
Stifter og leder af Sexologiskolen 2009, som findes i København, Århus, Oslo og Nuuk. Samt Int. Linje på engelsk. Sexologiskolen har i alt 41 uddannelser indenfor moderne sexologi og parterapi.

## Ekstern henvisning
- Om Yazmin Fox på Sexologiskolens websted